# 硫代硫酸铵
硫代硫酸銨，分子式為(NH4)2S2O3，是硫代硫酸鹽的一種。

## 性质
一種有强烈吸湿性的白色斜方结晶，加熱至150℃會分解成亚硫酸铵、硫黄、氨、硫化氢及水。极易溶于水，不溶于醇和醚，微溶于丙酮。在空气中不稳定，在氨气中稳定。

## 制法
碳酸氢铵与二氧化硫和水作用产生亚硫酸铵，经过滤除去杂质后再与硫黄加热煮沸反应，再经过滤、蒸发、冷却结晶和离心分离，得到硫代硫酸铵成品。
{\displaystyle {\rm {\ 2NH_{4}HCO_{3}+SO_{2}+H_{2}O\rightarrow (NH_{4})_{2}SO_{3}+2H_{2}O+2CO_{2}\uparrow }}}
{\displaystyle {\rm {\ (NH_{4})_{2}SO_{3}+S\rightarrow (NH_{4})_{2}S_{2}O_{3}}}}

## 用途
感光工业中用作照相定影剂，用于替代硫代硫酸钠，具有水洗时间短和银容易回收的优点，且较钠盐更易溶解卤化银的乳膜。在医药上用作杀菌剂、分析试剂。